# Linda Dahl
Linda Sofie Dahl (ogift Jansson), född 27 juli 1972 i Degerfors församling, Örebro län, är en svensk sångerska och låtskriverska. Dahl var sångerska i gruppen Angel från Degerfors med sånger som "Sommaren i city "och "Venus Butterfly".
Tillsammans med Peter Dahl och Thomas Holmstrand skrev Dahl det vinnarbidraget i Melodifestivalen 2000, "När vindarna viskar mitt namn", som framfördes av Roger Pontare.
Låten kom på 7:e plats i Eurovision Song Contest år 2000. 
Låtskrivartrion har också komponerat låtar till Streaplers,  Sten & Stanley, Drifters, Black Jack, Matz Bergmans, Martinez, Barbados, Face84, Voize,  m fl.
Under 2010 skrev Linda Dahl tillsammans med Åsa Karlström låten "Vi kan alla göra nåt" åt Dansband för Haiti.
Låten var en del i ett välgörenhetsprojekt för jordbävningsoffren i Haiti.
Ett 50-tal av Sveriges dansband medverkade på låten, som släpptes som singel och vars inkomster går till "Läkare utan gränser" och vidare till Haiti.
Dahl sjöng in Smurfhits 1 och 2 i början av 90-talet och var åren 2005-2009 sångerska i det bluegrassinspirerade bandet Whisky & Dynamite som har släppt två album, Lilla Texas (2005) och Live 'n' pickin (2007).
1996-2012 sjöng Linda även i gruppen S.O.S - A Tribute to Abba.
I oktober 2012 mottog Linda Dahl och hennes make Peter Dahl utmärkelsen "Årets Degerforsare". 
2017 bildade Linda och Peter duon "Meadow Creek" som släppte sitt första album "Til death do us part" i december 2017. Meadow Creek spelar american/country musik.